# Vårgårda missionskyrka

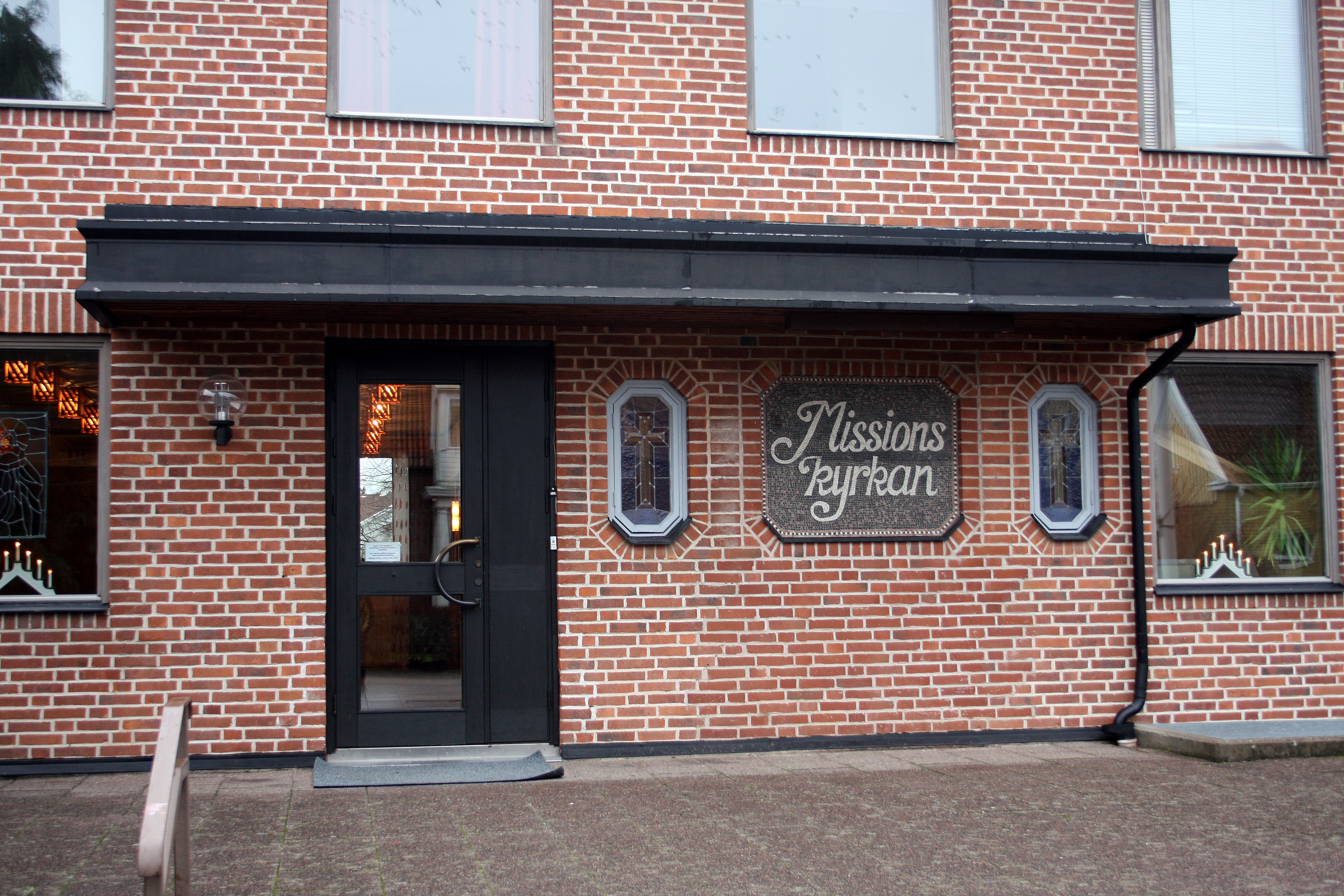
Vårgårda missionskyrka

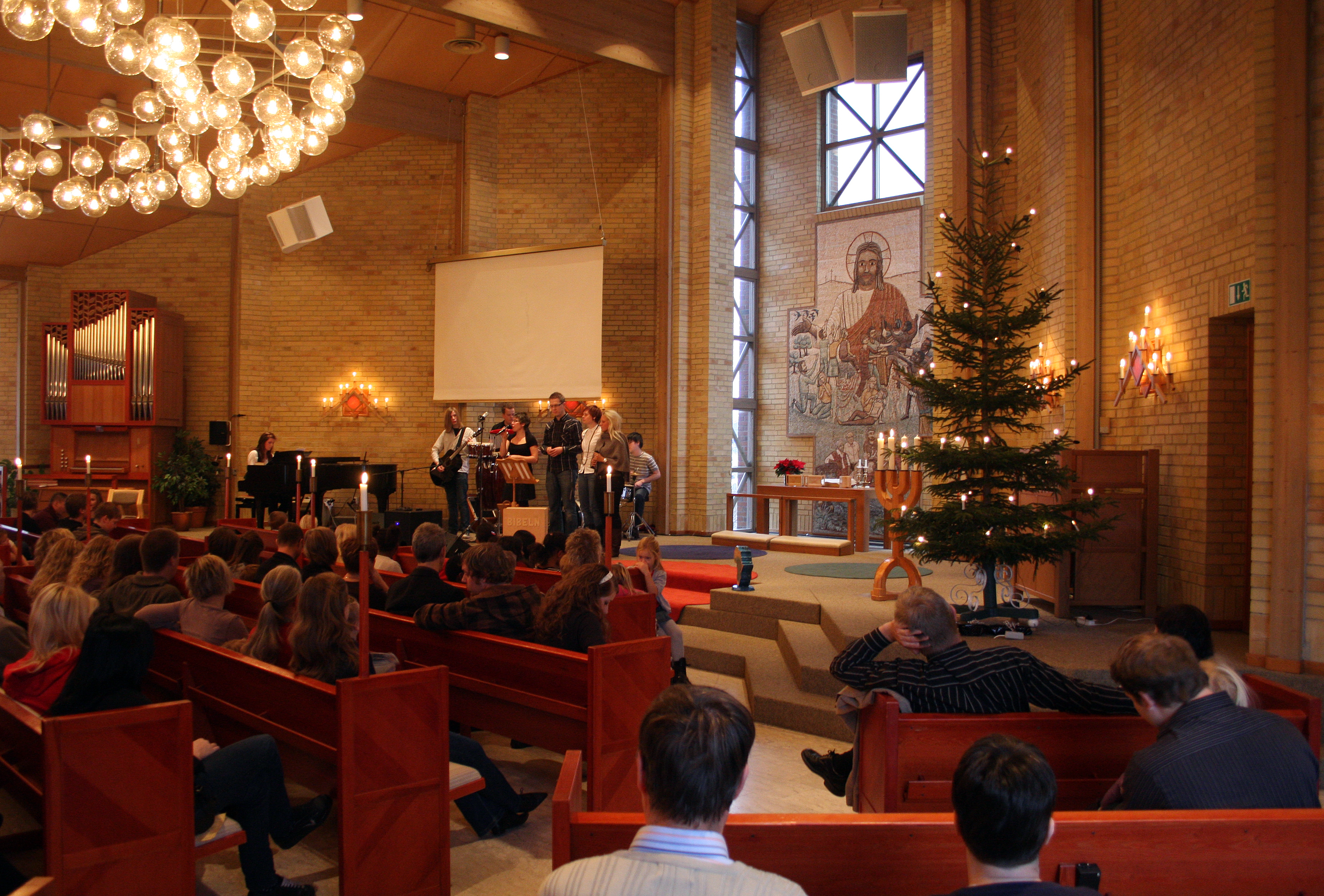
Gudstjänst i Missionskyrkan i advent 2008

Missionskyrkan i Vårgårda är gudstjänst- och verksamhetslokal för Vårgårda missionsförsamling och SMU i Vårgårda. Församlingen har drygt 400 medlemmar och tillhör region väst i Equmeniakyrkan. Fram till detta samfunds bildande tillhörde församlingen Svenska missionskyrkan.
Kyrkobyggnaden i sin nuvarande form invigdes i december 1984.
Bland pastorerna i Missionskyrkan i Vårgårda bland andra riksevangelisten och skribenten Torsten Åhman återfunnits.